# Vojska
Vôjska so vse organizirane formacijske in druge kadrovske sestave, namenjene za izvajanje vojaške obrambe države, ki so pod enotnim poveljstvom, z enotnimi oznakami pripadnosti vojske in države in odkrito nosijo orožje. Beseda obramba ima v povezavi z vojsko zelo širok pomen. Ne pomeni le branjenja države pred drugo vojsko, temveč tudi, da vojska lahko brani ideologijo, ekonomske interese, in izvaja druge naloge, katere vrhovni poveljnik ocenjuje kot obrambne.
V sodobnem času krovni izraz vojska vedno pogosteje nadomeščamo z izrazom oborožene sile, saj vojska običajno označuje le tisti del oboroženih sil, ki branijo kopno - kopenska vojska.
Vojska lahko predstavlja tudi veliko taktično, hierarhično urejeno, skupino vojakov v starem in srednjem veku pred sodobno organizacijo vojaških enot in formacij.
V preteklosti je izraz vojska pogosto pomenil tudi vojno.